# 静山社
株式会社静山社（せいざんしゃ）は、日本の出版社。

## 概要
1979年、松岡幸雄により創業。当初は民衆史や闘病記の出版を中心とした社会派の小さな出版社で、1986年の筋萎縮性側索硬化症 (ALS) 患者手記の出版を機に、ALSに関する書籍を多く刊行した。同時に幸雄は、日本ALS協会の設立や支援にも尽力している。
1997年、幸雄が死去し、その妻だった松岡佑子が社長を引き継いだ。
1999年、「ハリー・ポッターと賢者の石」の出版権を佑子が得て翻訳し、ベストセラーに。その続編も相次いでミリオンセラーとなり、日本にハリー・ポッターブームをもたらした。このシリーズは、静山社にとって初の翻訳文学作品となった。なお佑子は、元来は英語の同時通訳者である。
2014年、児童文庫のレーベル「静山社ペガサス文庫」を開設する。レーベル名に「静山社」と社名が入っているのは、KADOKAWA / エンターブレインの電子書籍専門の文庫レーベル「オシリス文庫」の旧称が「ペガサス文庫」であったからである。

## 関連企業
- 静山社ホールディングス - グループの持株会社として2017年11月1日設立。静山社、出版芸術社、ほるぷ出版が傘下となる
- フェニックス・ホールディングス - 静山社の子会社の持株会社
- 出版芸術社 - 2015年4月1日にフェニックス・ホールディングスが株式を取得、当社と姉妹会社という関係になっている。
- ほるぷ出版 - 2017年3月31日にフェニックス・ホールディングスが株式を取得、当社と姉妹会社という関係になっている。